# سقوط الملائكة المتمردين (لوحة)
سقوط الملائكة المتمردين (بالهولندية: De val der opstandige engelen) هي لوحة فنية بريشة فنان عصر النهضة الهولندي بيتر بروغل الأكبر رسمها في عام 1562. تصور أللوحة سقوط الملاك المتمرد لوسيفر مع الملائكة الساقطين من أتباعه الذين طردوا من الجنة. تتساقط الملائكة من الشمس بطريقة مكدسة جنبًا إلى جنب مع المخلوقات الشريرة التي خلقها بروغل. الآن ضمن مجموعة المتاحف الملكية للفنون الجميلة في بروكسل.

## خلفية
اللوحة مأخوذ من الفصل الثاني عشر من سفر الرؤيا، ويكشف عن التأثير العميق الذي تركه الفنان هيرونيموس بوش على بروغل. يظهر هذا من خلال الأشكال الغريبة والقبيحة والمشوهة، المرسومة على أنها مخلوقات نصف بشرية ونصف وحوش. صُمم لوسيفر ليكون ملاكًا مثاليًا. لقد سقط من السماء بسبب كبريائه وعصيانه على الخطة الإلهية، والتي كانت تتمثل في تعيين يسوع كمخلص للبشرية. أجبر لوسيفر ثلث الملائكة على اتباع قيادته في التمرد والمساعدة في تعيينه ليكون «الإله» الجديد.  خطيئة الكبرياء تسببت في سقوط لوسيفر ورفاقه وأدت إلى «حرب في الجنة». تم تكليف رئيس الملائكة ميخائيل بطرد لوسيفر والملائكة الساقطين من السماء.  صراع الخير والشر وكذلك الرذيلة والفضيلة هي مواضيع متكررة باستمرار في جميع أنحاء عمل بروغل.

## الوصف
تم تفصيل التكوين مع شخصية مركزية بين العديد من الشخصيات الأصغر من قبل بروغل. اللوحة عبارة عن منظر طبيعي منقسم مع كون الجزء العلوي عبارة عن جنة والجزء السفلي يمثل الجحيم. تم توضيح الجنة باللون الأزرق الفاتح والألوان النابضة بالحياة وتحيط بها الملائكة الطائرة، بينما الجحيم أغمق بكثير من الجنة. يتضح هذا من خلال النغمات الداكنة والمخلوقات الشيطانية التي وضعت لتحديد الفرق الواضح بين الاثنين. المساحة بأكملها ممتلئة ولا توجد مساحة صغيرة مفقودة أو غير مستعملة.
هناك العديد من الشخصيات المرسومة في هذا العمل الفني. الشخصية المركزية هي رئيس الملائكة ميخائيل الذي يصور بالسيف. إنه منتصر لأنه هزم الملائكة الساقطة والمخلوقات الشيطانية. فوق رئيس الملائكة، هناك شخصيات تخرج مما يشبه حفرة في السماء وهي الشمس. تمثل الشخصيات لوسيفر والملائكة الساقطة والمخلوقات الشيطانية. هناك أيضًا وفرة من الحيوانات الغريبة جنبًا إلى جنب مع الأشكال المشوهة والمتحورة. هناك شخصيتان بارزتان أخريان على جانبي ميخائيل يرتدون ملابس بيضاء بالكامل لتباين الألوان الداكنة تحتها. هذه الشخصيات هم ملائكة صالحون يساعدون في محاربة الملائكة المتمردين. في الجزء العلوي من كلا الزاويتين، هناك ملائكيون موسيقيون يعزفون على آلاتهم كما لو أن الحرب بين الخير والشر قد اندلعت بالفعل. حركة العزف على الأبواق تنذر بأنتصار. 

## أسناد أللوحة
نظرًا لعدم العثور على توقيع على اللوحة، ورث المتحف الملكي للفنون الجميلة اللوحة أولاً بفكرة أن فنان اللوحة هو هيرونيموس بوش. تم العثور على التوقيع تحت الإطار عام 1900 وعليه اسم بيتر بروغل. مع هذا الاكتشاف، افترضوا أن اللوحة جاءت من بيتر بروغل الأصغر. في وقت لاحق، بعد العثور على تاريخ على اللوحة، تم توضيح أن الفنان لم يكن بيتر بروغل الأصغر ولكن بيتر بروغل الأكبر. 

## إلالهام
كان لدى بروغل إلهامات متعدد لإنشاء لوحة «سقوط الملائكة المتمردين» ، بما في ذلك فنانين من أمثال آلبرخت دورر وفرانز فلوريس وهيرونيموس بوس والأعمال السابقة لبروغل نفسه.  ابتكر فرانس فلوريس الأول كتابه الخاص «سقوط الملائكة المتمردين»، والذي يتكون من رؤوس وحوش على أجساد بشرية عارية، الأمر الذي دعا إلى المقارنة بين عمله وعمل بروغل. صنع بروغل صوره بنفس المكون الوحشي لرؤوس مختلفة على أشكال مختلفة. كان هيرونيموس بوس هو المؤثر الرئيسي في عمل بروغل. تصور لوحة «حديقة المباهج الأرضية» بالثلاثي المخلوقات الهجينة واستكشفت فكرة الرذائل والفضائل بالإضافة إلى الخير مقابل الشر.  تم تصوير المخلوقات الهجينة في أقصى الجانب الأيمن من اللوحة الثلاثية مع مشهد مظلمة يمثل جهنم. كما أثرة لوحة الحكم الأخير لبوش على عمل بروغل. في أقصى الجزء الأيسر من اللوحة الثلاثية، يسقط بوش نسخته من الملائكة المتمردين الذين سقطوا من السماء. بينما يقوم بروغل بتوسيع المشهد وجعل موضوع الملائكة الساقطة محور تركيزه الرئيسي.  في النهاية، عُرف بروغل باسم «بوش الثاني» أو «المقلد» لـ بوش بسبب التقنيات والمفاهيم المماثلة التي استخدموها. رسم كل من بوش وبروغل أولاً بفرشاة، ثم طبقوا طبقة رقيقة من الصبغة، واستمروا لاحقًا في إضافة طبقات. كانت تقنياتهم متشابهة لدرجة أنه في كثير من الحالات، كان من الصعب التمييز بين من رسم أللوحة. كان التنافس بين بوش وبروغل واضحًا، خاصة عندما دخل بروغل منافسات في أنتويرب ضد بوش. 

حديقة المباهج الأرضية بريشة هيرونيموس بوس
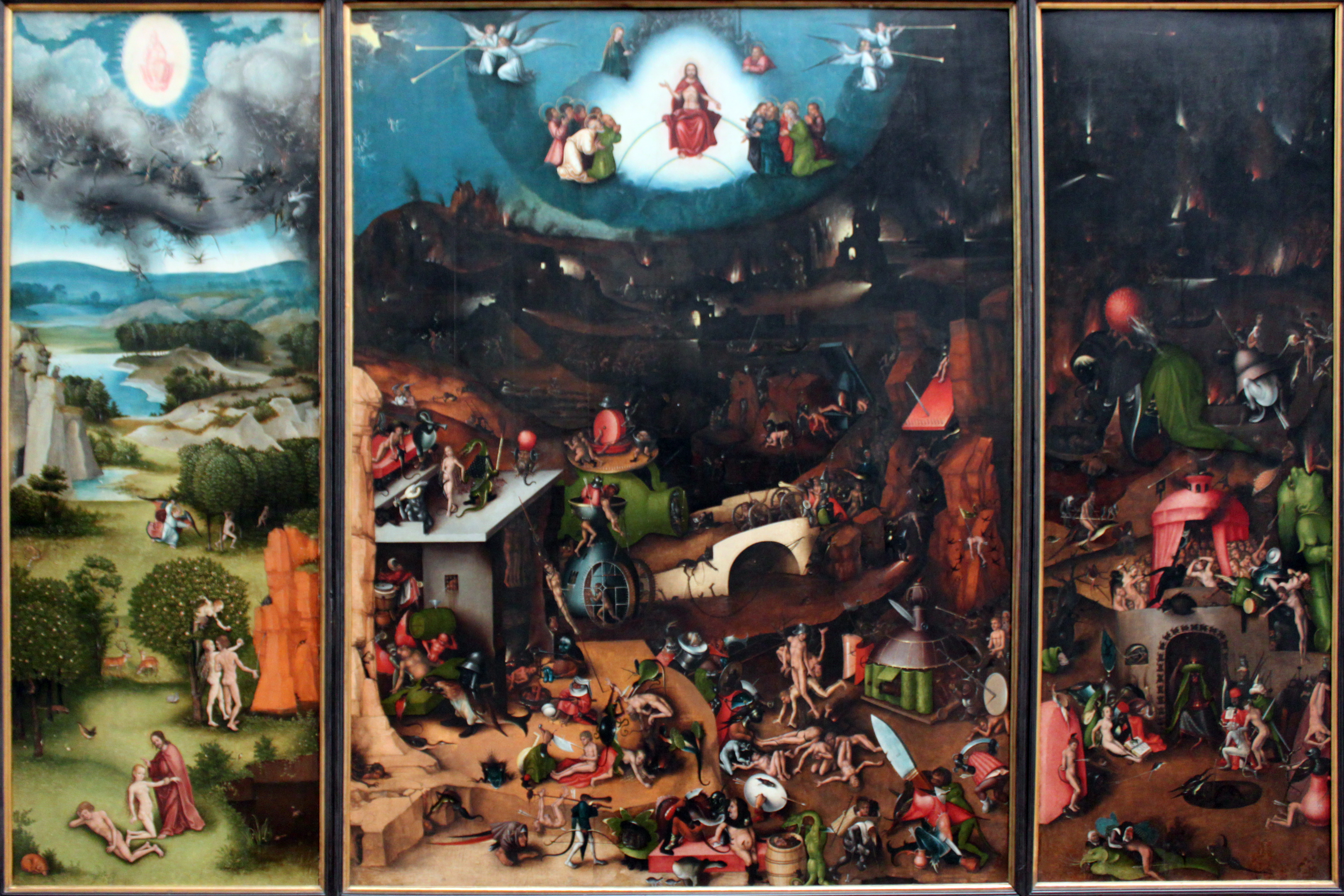
الحكم الأخير بريشة هيرونيموس بوس

## تفاصيل أللوحة

تفاصيل
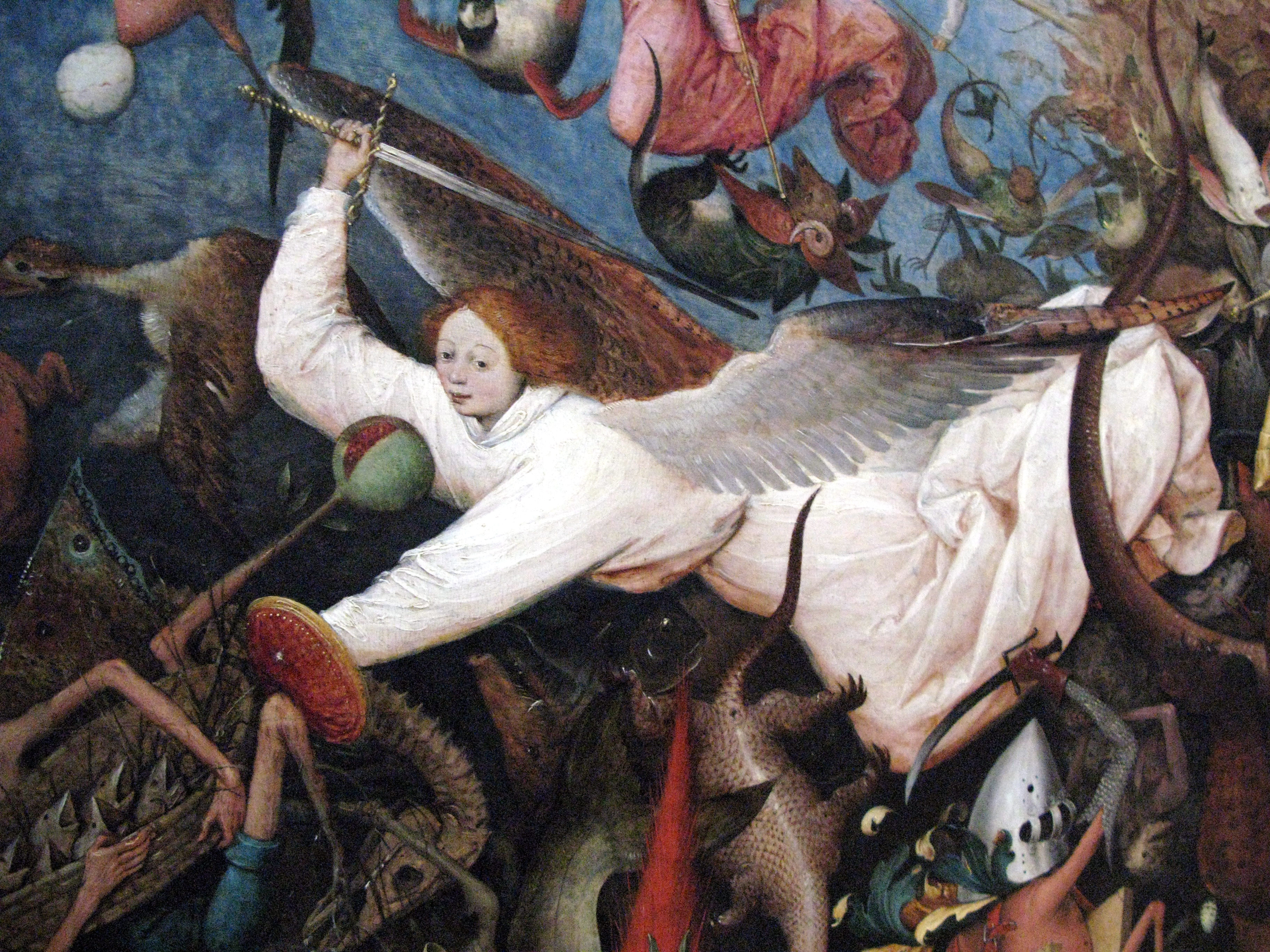
ملاك صالح يقاتل الملائكة المتمردين
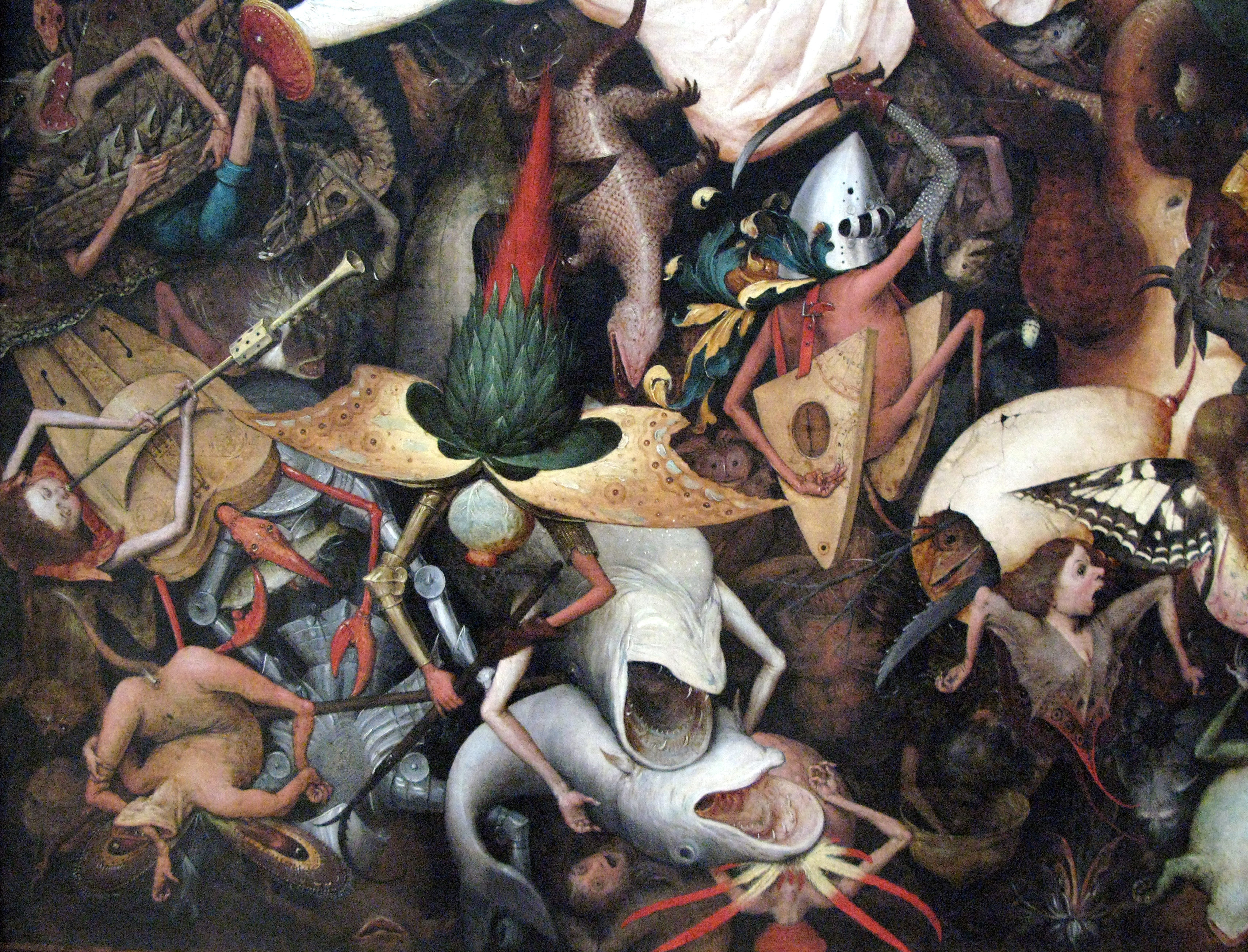
الملائكة الساقطة
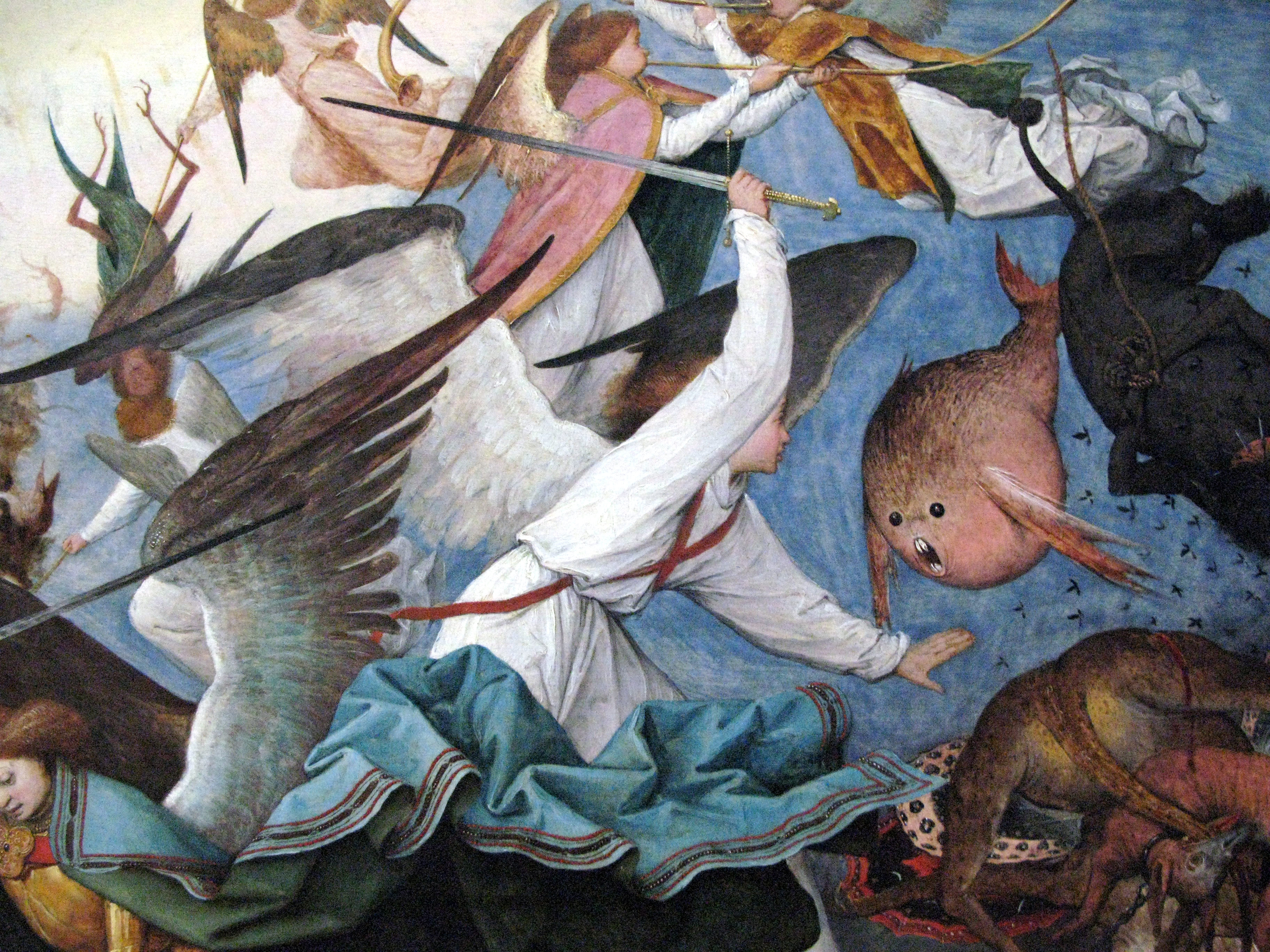
ملاك صالح يقاتل الملائكة المتمردين
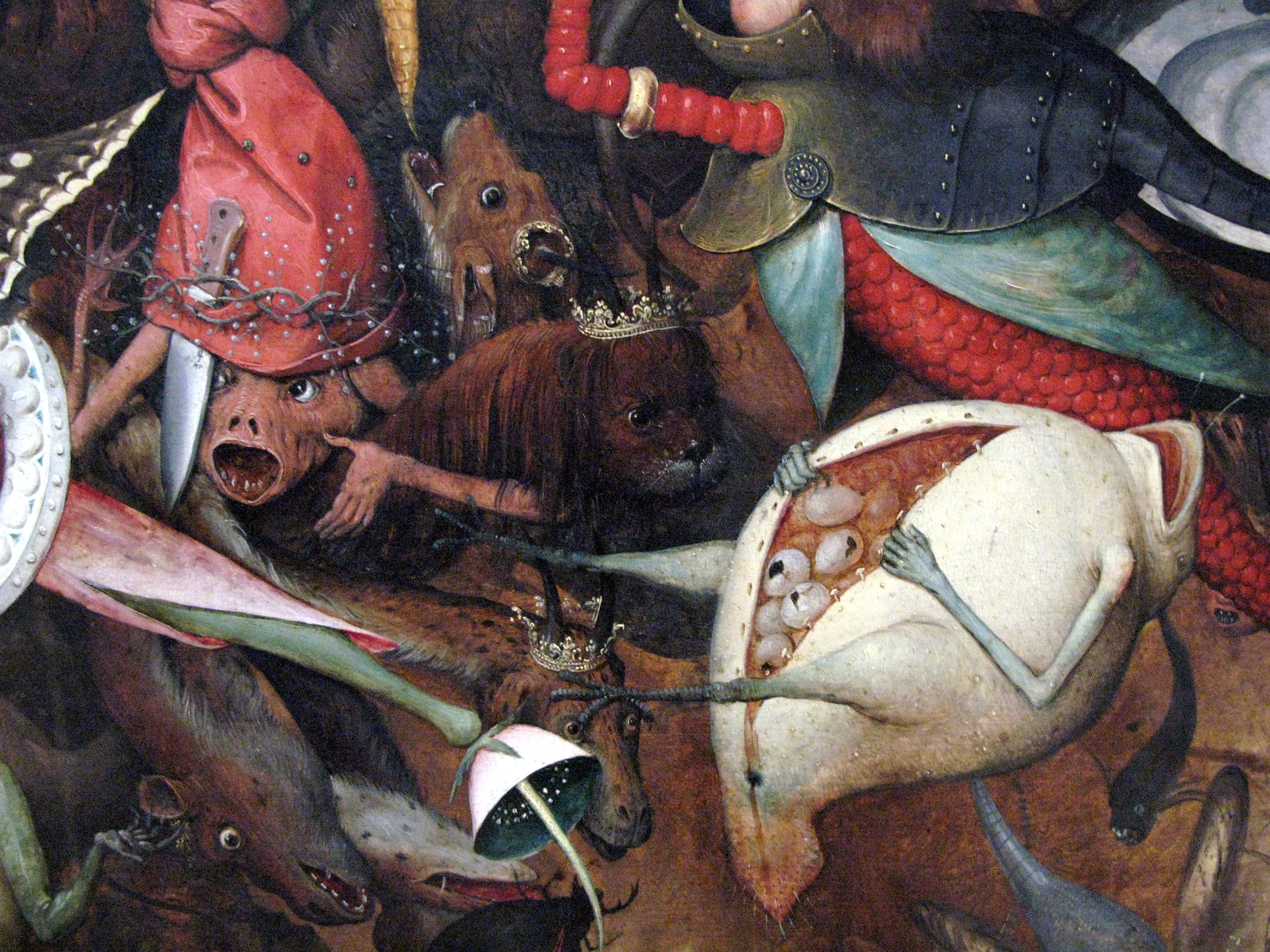
الوحوش الشيطانية
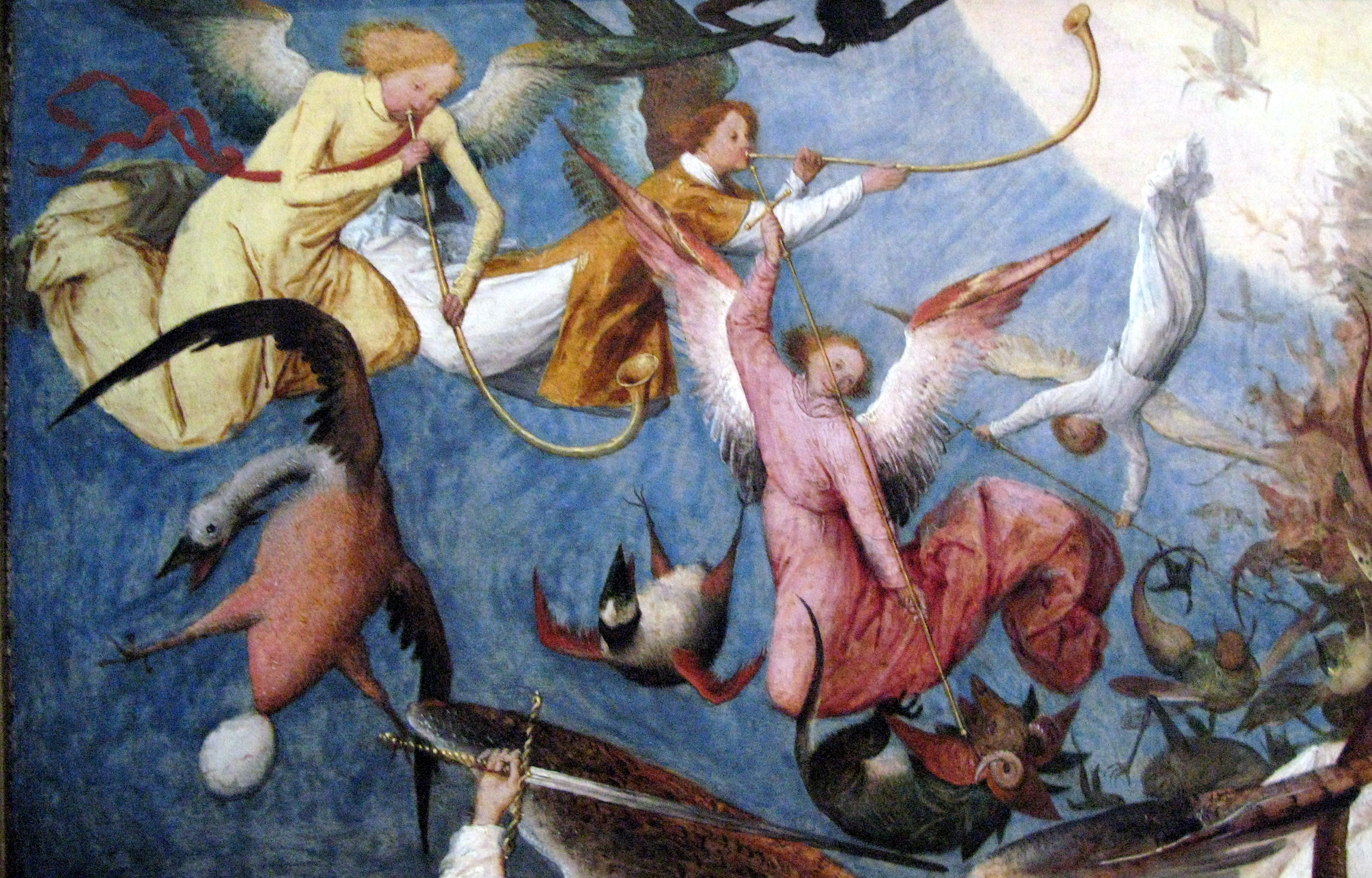
الملائكة الموسيقيين
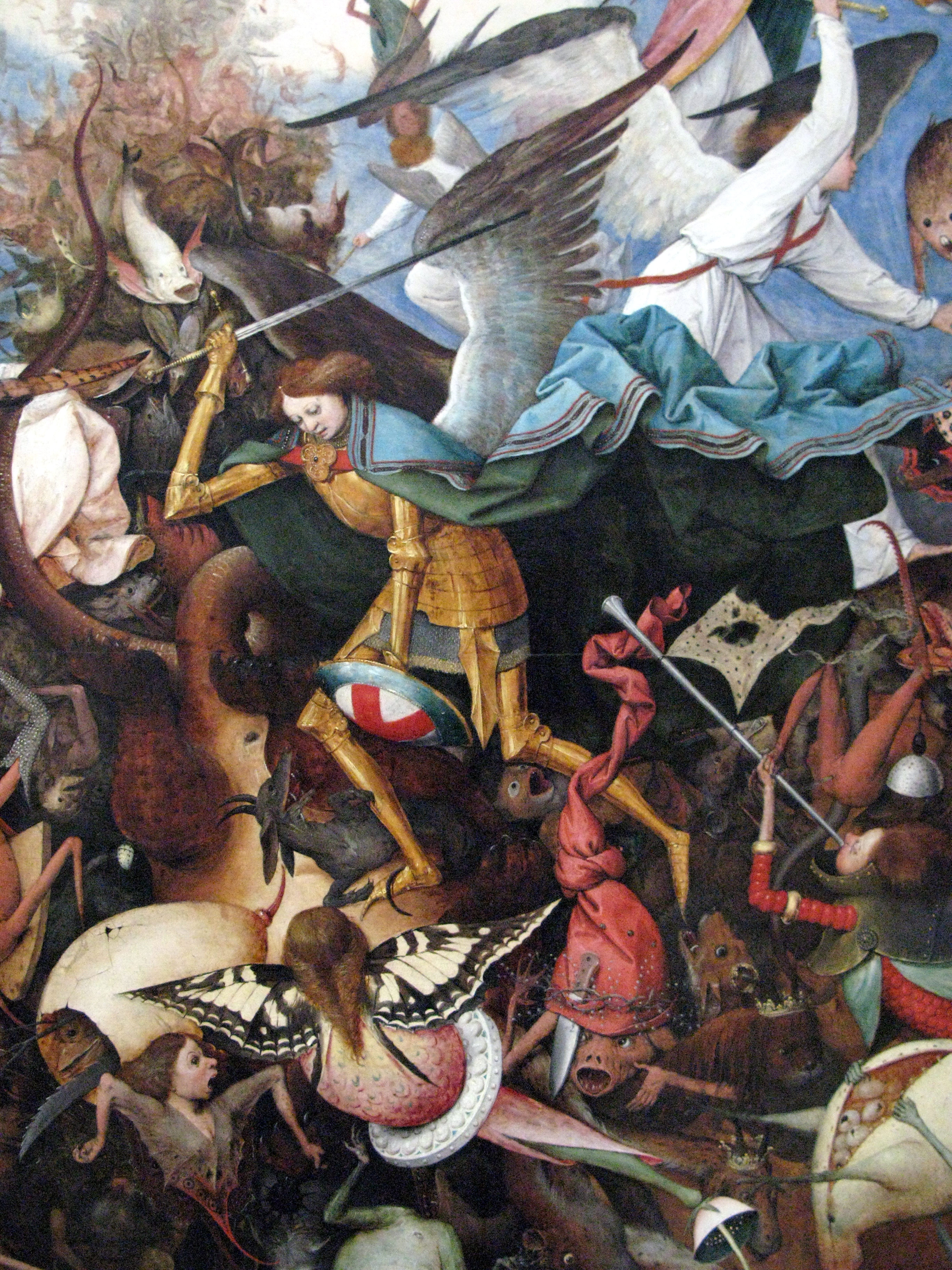
رئيس الملائكة ميخائيل
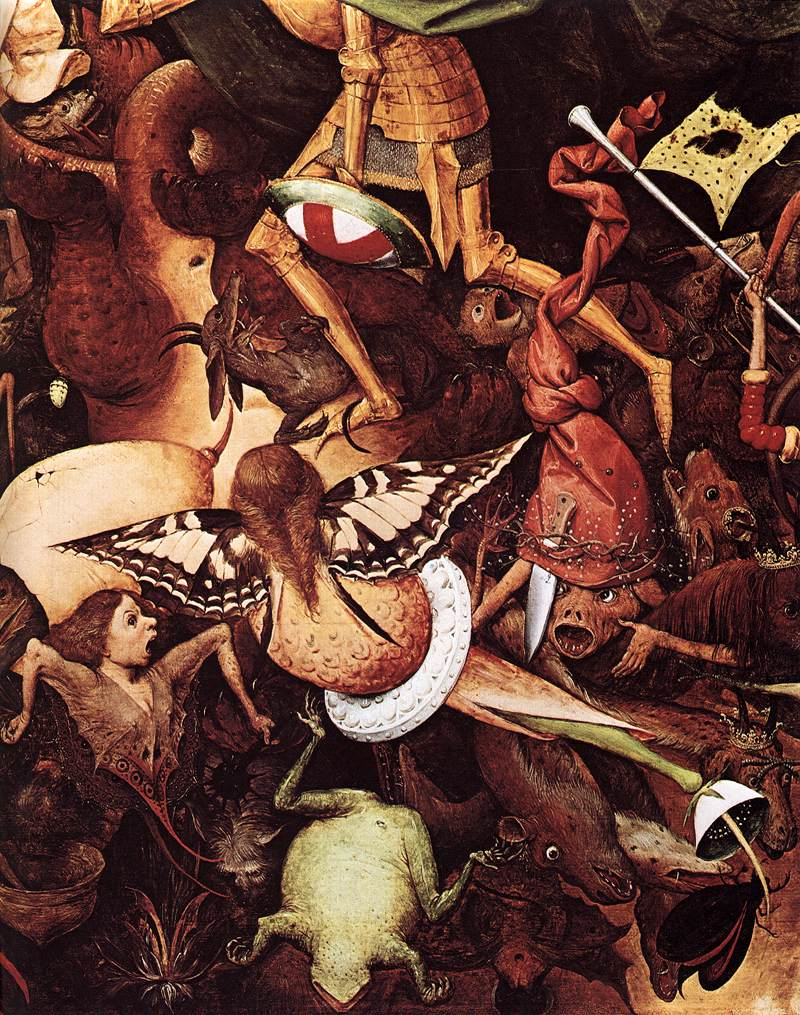
وحوش نصف إنسان ونصف حيوان

## الرسام

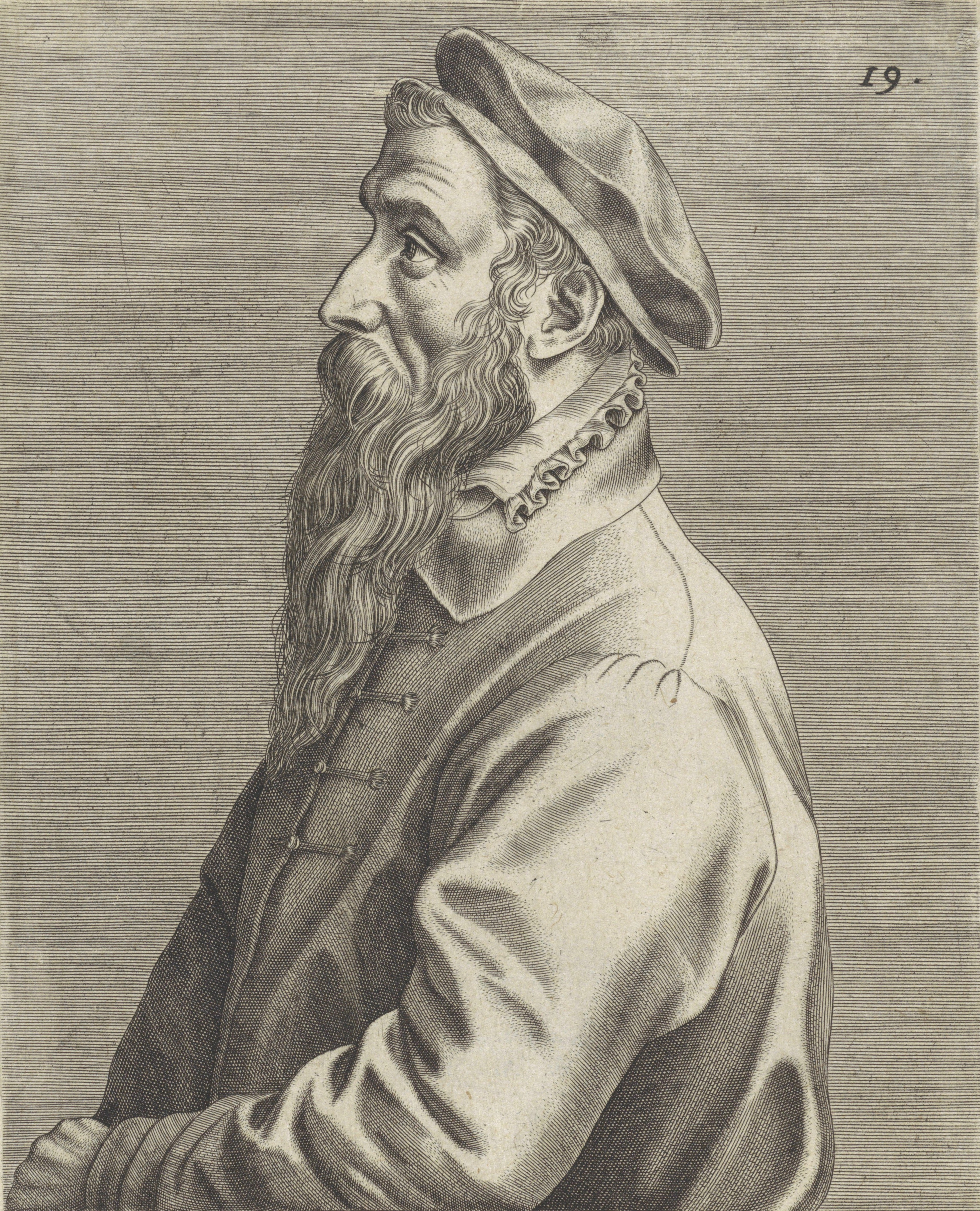
بيتر بروخل الأكبر

بيتر بروغل (1525-1569) كان من أهم فناني الرسم الهولندي والفلمنكي في عصر النهضة، رسامًا وصانع طباعة، معروفًا بمناظره الطبيعية ومشاهده الفلاحية (ما يسمى بالرسم النوعي)؛ كان رائدا في جعل كلا النوعين من الموضوعات محل التركيز في اللوحات الكبيرة. كان له تأثير تكويني على الرسم في العصر الذهبي الهولندي والرسم اللاحق بشكل عام في اختياراته المبتكرة للموضوع، كواحد من الجيل الأول من الفنانين الذين نشأوا عندما لم تعد الموضوعات الدينية هي الموضوع الطبيعي للرسم. كما أنه لم يرسم أي صور، الدعامة الأخرى للفن الهولندي. بعد تدريبه وسفره إلى إيطاليا، عاد في عام 1555 ليستقر في أنتويرب، حيث عمل بشكل أساسي كمصمم غزير الإنتاج للناشر الرائد في ذلك الوقت. في نهاية العقد فقط، انتقل إلى جعل الرسم وسيطته الرئيسية، وجميع لوحاته الشهيرة تأتي من الفترة التالية التي تزيد قليلاً عن عقد من الزمان قبل وفاته المبكرة، عندما كان على الأرجح في أوائل الأربعينيات من عمره، وفي قمت قواه.